# Ayeyawady United FC
El Ayeyawady United Football Club es un equipo de fútbol de Birmania que milita en la Liga Nacional de Birmania, la liga de fútbol más importante del país.

## Historia
Fue fundado en el año 2009 con el nombre Delta United FC como uno de los equipos fundadores de la nueva liga, siendo último lugar en su temporada inaugural. Es el equipo que representa a la División Ayeyawady, al sur del país y no ha tenido una gerencia muy estable, ya que en su corta historia han tenido 4 cambios de propietarios y actualmente es dirigido por un grupo de 26 empresarios de la región. También es conocido por haber sido subcampeón sin haber perdido un solo partido en la temporada 2011, año en que se cambiaron el nombre por el que tienen actualmente.
A nivel internacional ha participado en 2 torneos continentales, la primera en la Copa AFC del 2012, en la que fue eliminado en la fase de grupos por el Kelantan FC de Malasia, el Arema Malang de Indonesia y el Navibank Saigon FC de Vietnam.

## Palmarés
- Liga Nacional de Birmania: 0
  - Subcampeón: 1

2011
- Copa MFF: 3

2012, 2014, 2015
- Copa Abierta MFF: 1

2012

## Participación en competiciones de la AFC
| Temporada | Torneo                   | Ronda         | Club               | Casa        | Visita | Global     |
| --------- | ------------------------ | ------------- | ------------------ | ----------- | ------ | ---------- |
| 2012      | AFC Cup                  | Grupo H       | Kelantan           | 3–1         | 0–1    | 4.º lugar  |
| 2012      | AFC Cup                  | Grupo H       | Arema              | 0–3         | 1–1    | 4.º lugar  |
| 2012      | AFC Cup                  | Grupo H       | Navibank Sài Gòn   | 2–0         | 1–4    | 4.º lugar  |
| 2013      | AFC Cup                  | Grupo G       | Kelantan           | 1–3         | 1–3    | 4.º lugar  |
| 2013      | AFC Cup                  | Grupo G       | SHB Đà Nẵng        | 2–3         | 1–2    | 4.º lugar  |
| 2013      | AFC Cup                  | Grupo G       | Maziya             | 3–0         | 1–3    | 4.º lugar  |
| 2014      | Mekong Club Championship | Semifinales   | Hoang Anh Attapeu  | 1–1 (5-4 p) |        |            |
| 2014      | Mekong Club Championship | Final         | Becamex Binh Duong | 4–1         |        |            |
| 2015      | AFC Cup                  | Grupo H       | Persib Bandung     | 1–1         | 3–3    | 2.º lugar  |
| 2015      | AFC Cup                  | Grupo H       | New Radiant        | 0–0         | 3–0    | 2.º lugar  |
| 2015      | AFC Cup                  | Grupo H       | Lao Toyota FC      | 4–3         | 2–2    | 2.º lugar  |
| 2015      | AFC Cup                  | Segunda Ronda | Johor Darul Ta'zim | 0–5         |        |            |
| 2016      | AFC Cup                  | Grupo H       | Johor Darul Ta'zim | 1-2         | 8-1    | 3.er lugar |
| 2016      | AFC Cup                  | Grupo H       | Bengaluru FC       | 0-1         | 5-3    | 3.er lugar |
| 2016      | AFC Cup                  | Grupo H       | Lao Toyota FC      | 4-2         | 2-3    | 3.er lugar |

## Jugadores

### Jugadores destacados
- Rodrigo Nicolás Gómez
- Javier León
- Fernando Daniel Rojas
- Thiha Sithu
- Yves Jupiter Ngangue
- Miroslav Latiak
- Dominik Bersnjak